# As Irmãs Brontë
Les sœurs Brontë (bra/prt: As Irmãs Brontë) é um filme francês de 1979, do gênero drama biográfico, dirigido por André Téchiné, com roteiro de Pascal Bonitzer, André Téchiné e Jean Gruault baseado na vida das irmãs Charlotte, Emily e Anne Brontë, escritoras britânicas do século XIX.

## Elenco
- Isabelle Adjani como Emily
- Marie-France Pisier como Charlotte
- Isabelle Huppert como Anne
- Pascal Greggory como Branwell
- Patrick Magee como Patrick Brontë, o pai
- Hélène Surgère como Senhora Robinson
- Roland Bertin como Senhor Nicholls
- Alice Sapritch como Elizabeth Branwell, a tia
- Xavier Depraz como Monsieur Heger
- Adrian Brine como Monsieur Robinson
- Julian Curry como Monsieur Smith
- Renée Goddard como Tabby
- Jean Sorel como Leyland
- Roland Barthes como Thackeray

## Prêmios e indicações
- Palma de Ouro - André Téchiné (indicação)[4]
- César - Bruno Nuytten (indicação)[carece de fontes?]
- César - Claudine Merlin (indicação)[carece de fontes?]